# De professió: A.P.I.
De professió: A.P.I. fou una sèrie de televisió en català emesa per TV3 durant dues temporades entre el 5 de febrer de 1988 i el 4 de setembre de 1990. Fou dirigida per Esteve Duran i protagonitzada per Cassen, Marta Padovan, Joaquim Cardona, Eugènia Roca i Josep Peñalver.

## Argument
La sèrie narra les peripècies de l'Andreu Millet, un agent de la propietat immobiliària de 59 anys, casat amb la Teresa Coll i sense fills, que viu amb la seva minyona francesa, Miquela, una iaia de 82 anys. Al seu despatx de Barcelona, entre Rambla de Catalunya i carrer Provença, s'hi succeeixen tota mena de malentesos i situacions còmiques en les vendes de pisos protagonitzades per ell, els seus clients o els seus treballadors: el Vicenç Roca, la Remei Canal, la Mercè Ruera i el seu amic Hanníbal Bonavista.

## Repartiment
- Cassen - Andreu Millet
- Marta Padovan - Tersa Coll
- Josefa Tubau - Miquela
- Joaquim Cardona - Vicenç Roca
- Eugènia Roca - Remei Canal
- Nina Ferrer - Mercè Ruera
- Josep Peñalver - Hanníbal Bonavista

## Premis i nominacions
Cassen va guanyar el TP d'Or 1988 al millor actor català pel seu paper a aquesta sèrie.